# Turtur afer
La palomita aliazul, paloma de alas azules o paloma ala azul (Turtur afer), es una especie de ave columbiforme perteneciente a la familia  Columbidae. Es originaria de África.